# صخره دریایی نینگالو
صخره دریایی نینگالو یکی از صخره‌های حاشیه‌ای مرجانی است که در سواحل غربی استرالیا، در حدود ۱۲۰۰ کیلومتری شمال پرت قرار دارد. این صخره دارای ۲۶۰ کیلومتر مربع طول و بزرگترین صخره حاشیه مرجانی در استرالیا و تنها صخره‌ای است که به یک سرزمین وسیع متصل است
این صخره به علت تجمع فصلی کوسه نهنگ‌ها برای یافتن غذا و مذاکراتی که پیرامون بهبود صنعت گردشگری بالقوه‌ای که در این مکان وجود دارد، مورد توجه قرار گرفته‌است. در سال ۱۹۸۷، این صخره و آب‌های اطراف آن به عنوان پارک دریایی نینگالو معرفی شدند. در سال ۲۰۱۱، صخره نینگالو و آبهای اطراف آن در فهرست میراث جهانی یونسکو قرار گرفتند.